# Muráň (miejscowość)
Muráň (węg. Murányalja, niem. Unter-Muran) – wieś (obec) na Słowacji, w powiecie Revúca w kraju bańskobystrzyckim. Około 1250 mieszkańców (2011). Położona jest przy ujściu Dolińskiego Potoku (Dolinský potok) do rzeki Muráň, na granicy dwóch regionów: Muránska planina i Góry Stolickie (Stolické vrchy).

## Historia
Wieś powstała krótko po 1321 r. wokół folwarku, należącego do górującego nad nim zamku Murań. Należała do rozległego feudalnego „państwa” Murań i była punktem poboru myta. W 1574 r. spalili ją Turcy, a na początku XVII w. powstańcy Stefana Bocskaya. Na początku XVIII w. wiele ofiar pochłonęła zaraza morowa. W lutym 1849 r. miała tu miejsce jedna z potyczek między wojskiem węgierskim a słowackimi powstańcami. W czasie II wojny światowej mieszkańcy wsi aktywnie uczestniczyli w ruchu oporu, a następnie w słowackim powstaniu narodowym, za co w grudniu 1944 r. Niemcy rozstrzelali co dziesiątego mężczyznę.

## Gospodarka
W XVI wieku rozpoczęto tu wydobycie rudy żelaza, powstała huta i kuźnie. Po ich upadku od XIX w. mieszkańcy wsi zajmowali się hodowlą, pracą w lesie, produkcją gontów i wielu innych wyrobów z drewna. Szeroko znane były również wyroby z gliny i kamionki, wyrabiane w manufakturze działającej tu w latach 1823–1907. Powstał działający do dziś tartak. Funkcjonuje leśnictwo, zarządzające wielkimi obszarami leśnymi m.in. na terenie Krasu Murańskiego i Gór Stolickich.
Murań jest lokalnym węzłem komunikacyjnym. Droga krajowa nr 532 z Jelszawy przez Rewucę łączy się tu z drogą nr 531 Tisovec – Červená Skala. We wsi znajduje się końcowa stacja kolejowa linii z Pleszywca.

## Zabytki
- Ruiny zamku Murań na górującym nad wsią szczycie Cigánka (935 m n.p.m.);
- Klasycystyczny budynek siedziby gminy z 1800 r.;
- Budynek dawnej manufaktury wyrobów kamionkowych z początku XIX w.;
- Kaplica katolicka pw. Matki Boskiej od Siedmiu Boleści z 1890 r.;
- Kościół katolicki pw. św. Jerzego, neogotycki z lat 1893–1894, we wnętrzu barokowe rzeźby przeniesione z kaplicy zamkowej.

## Turystyka
Wieś Murań leży na obszarze strefy ochronnej Parku Narodowego Murańska Płanina (słow. Národný park Muránska Planina), a granica parku przebiega północnym skrajem zwartej zabudowy wsi. Na jej terenie znajduje się punkt informacyjny parku oraz punkty wyjściowe dwóch ścieżek dydaktycznych: do dolinki Piecky i na zamek Murań. We wsi początek szlaków turystycznych na zamek Murań oraz na Murańską Płaninę. W centrum miejscowości skromna noclegownia. Na pobliskim wzgórzu Žabica narciarski wyciąg orczykowy.

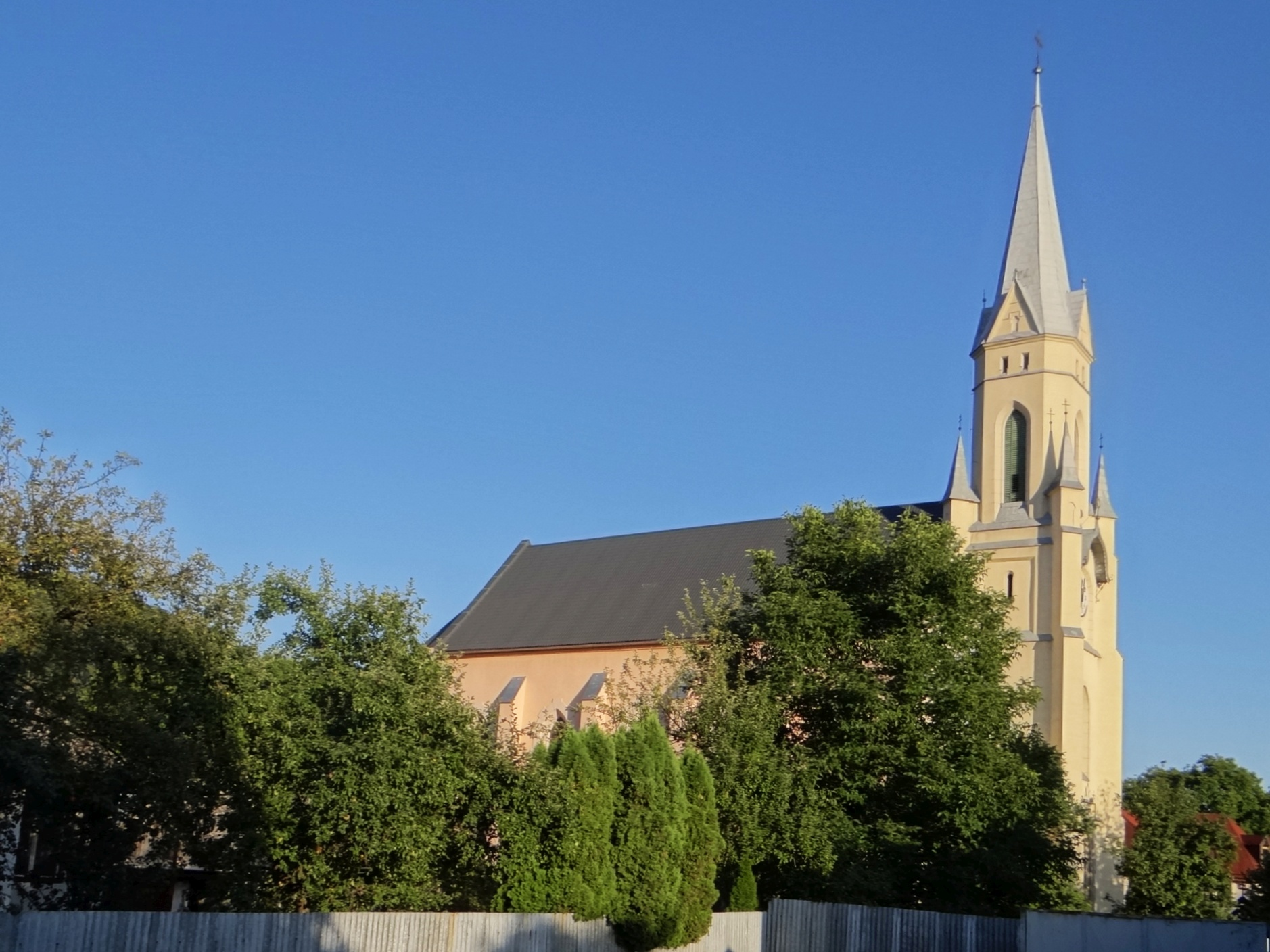
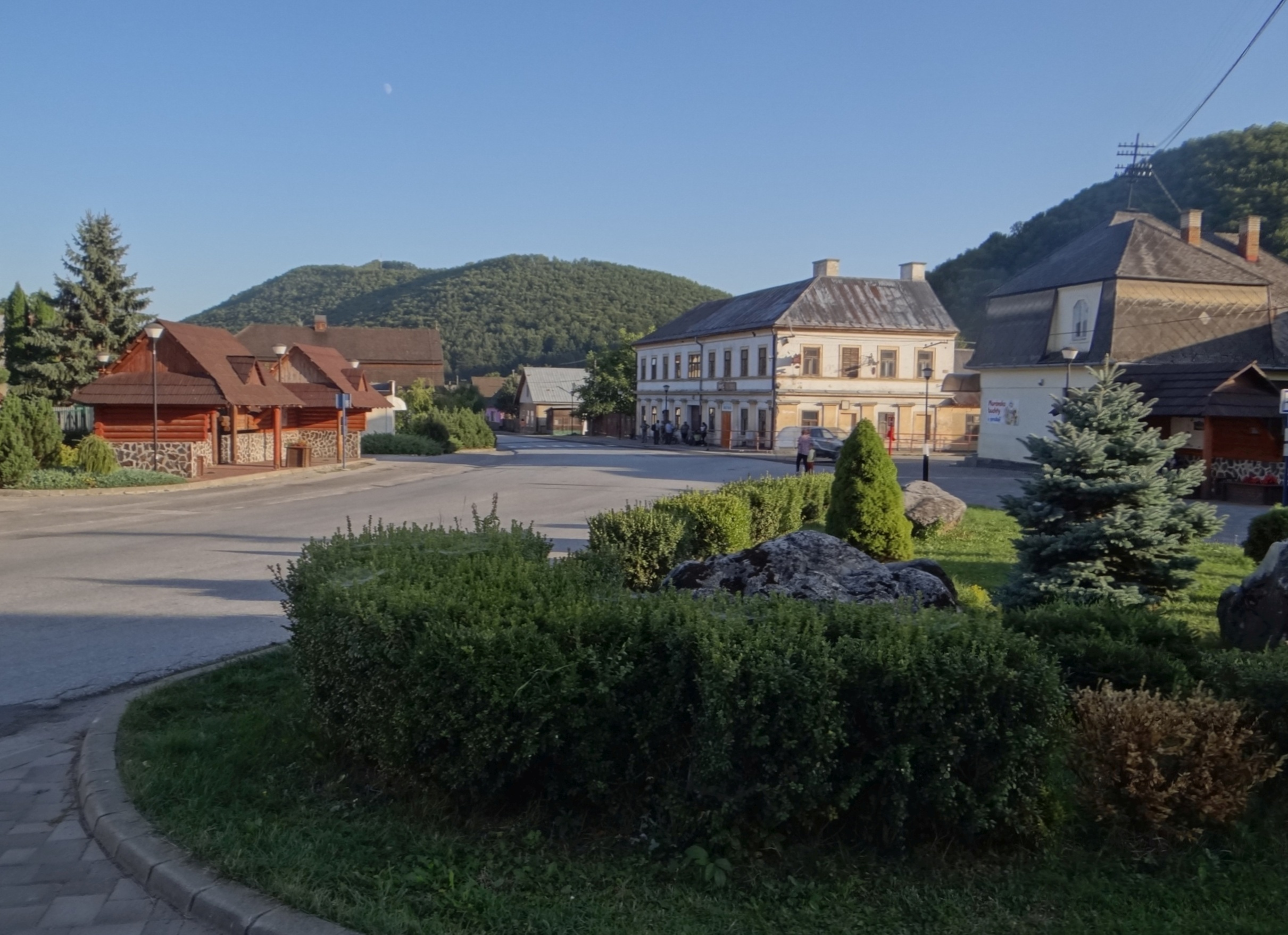
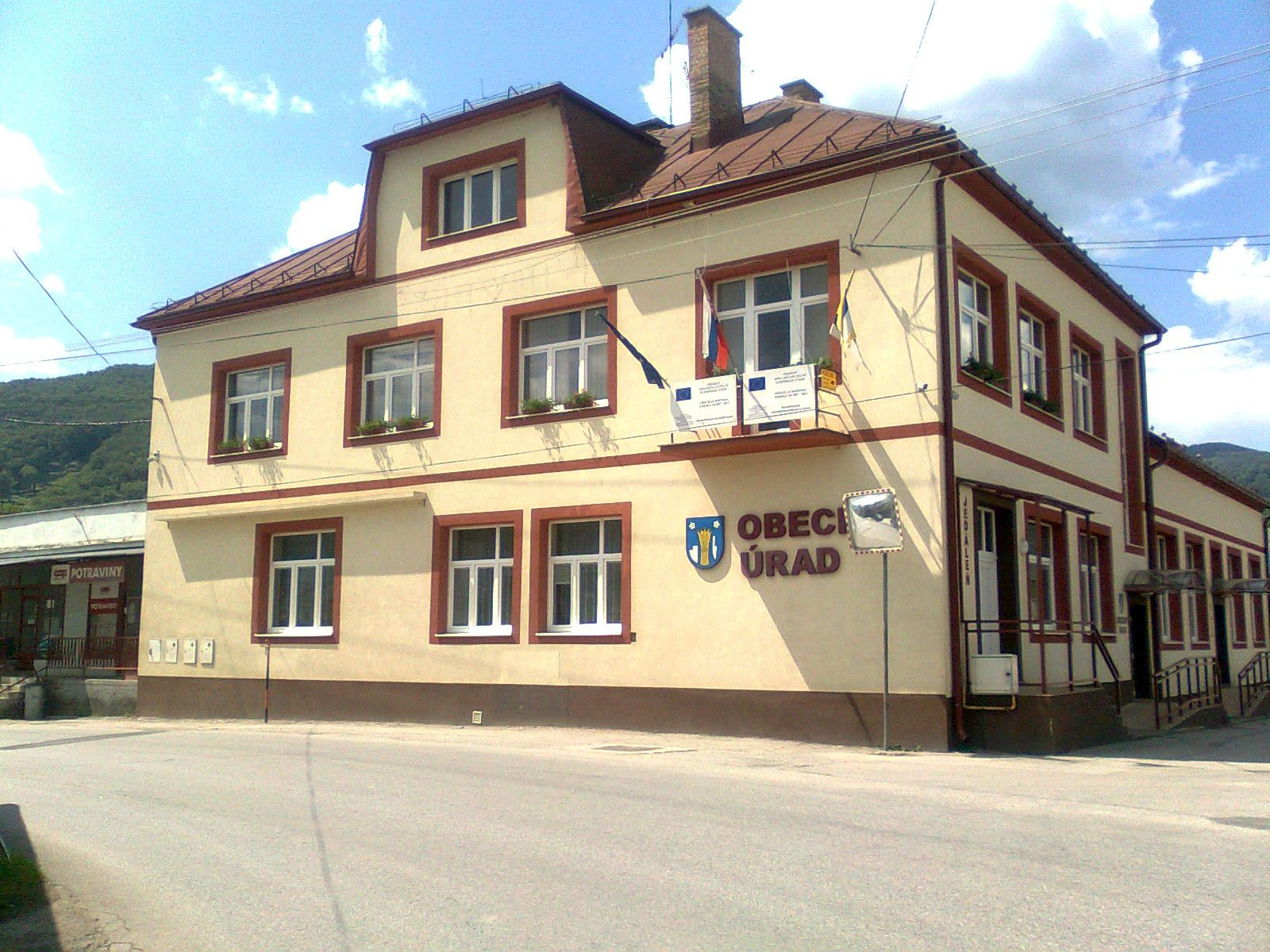